# Olands Kungsäpple
Ölands Kungsäpple es el nombre de una variedad cultivar de manzano (Malus domestica). 
Un híbrido de manzana originaria de Suecia. Las frutas tienen un sabor dulce, ligeramente ácido. Esta variedad tiene cierta resistencia a la sarna del manzano y al mildiu. Tolera la zona de rusticidad delimitada por el departamento USDA, de nivel 1 a 3.

## Historia
'Ölands Kungsäpple' (manzana rey de Öland) es una variedad de manzana de origen desconocido, era común en muchos jardines en Öland y alrededor de Kalmar en Suecia.
Durante el siglo XIX era conocida bajo el nombre de "Kungsäpple". El árbol puede crecer muy grande. Hay varios árboles grandes y viejos permanecen en el área de Kalmar, pero aún más en Öland.
Está incluida en la relación de Görel Kristina Näslund - "100 älskade äpplen"-(100 manzanas favoritas de Suecia).

## Características

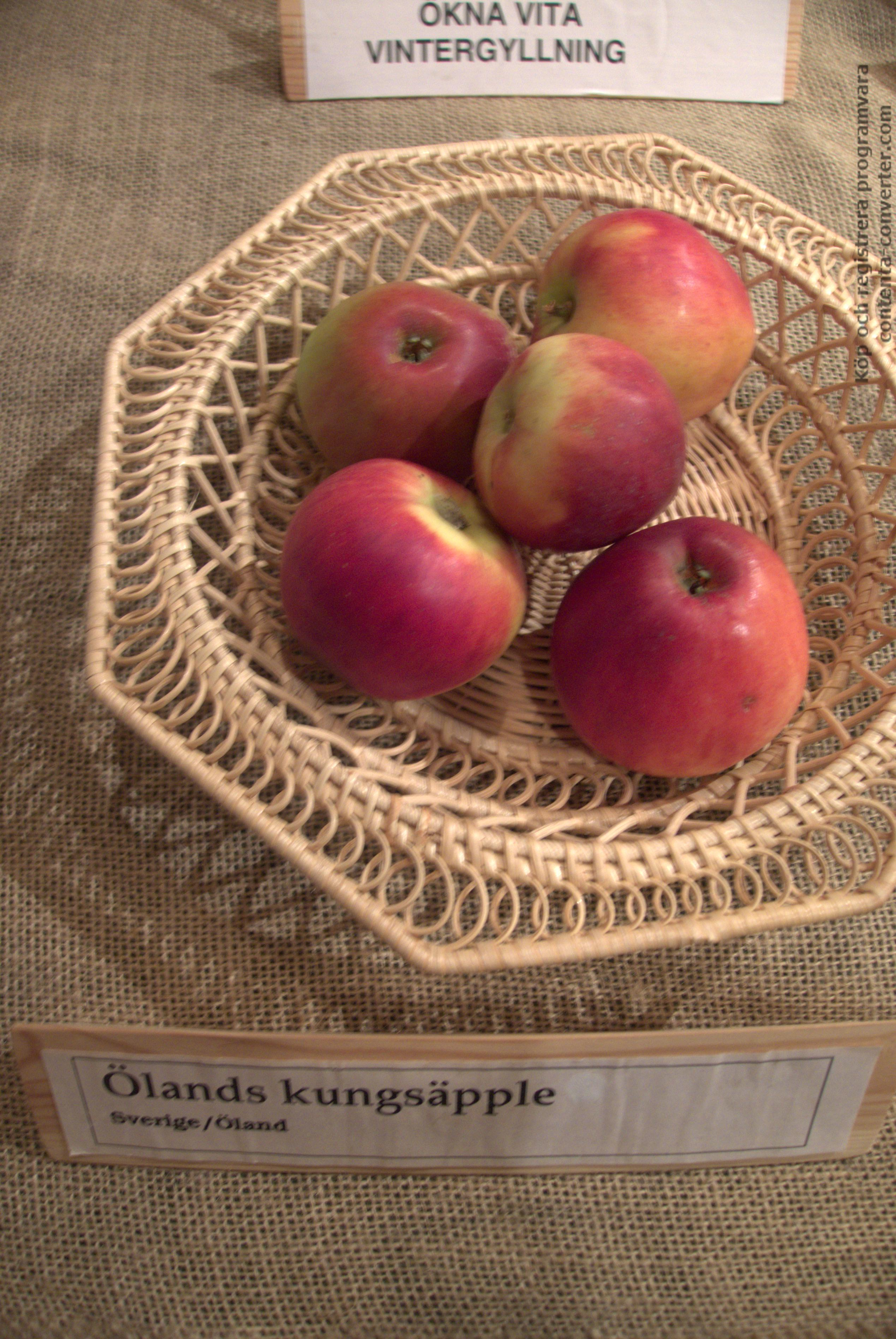
La manzana 'Ölands Kungsäpple'.

'Ölands Kungsäpple' es un árbol de un vigor medio. Tiene un tiempo de floración que comienza a partir del 2 de mayo con el 10% de floración, para el 6 de mayo tiene una floración completa (80%), y para el 16 de mayo tiene un 90% caída de pétalos.
'Ölands Kungsäpple' tiene una talla de fruto mediano; forma forma cónica y redondo en sección transversal; con nervaduras de débiles a medias, y corona de débil a media;epidermis tiende a ser suave con color de fondo es verde amarillo, con un sobre color rojo oscuro característico en la mayor parte de la superficie o en su totalidad, importancia del sobre color muy alto (94-100%), y patrón del sobre color chapa, presenta lenticelas de tamaño pequeño algo más claras, ruginoso-"russeting" (pardeamiento áspero superficial que presentan algunas variedades) bajo; cáliz es medio y abierto, asentado en una cuenca estrecha y profundidad media, con plisamientos en la pared; pedúnculo es corto y de calibre medio, colocado en una cavidad poco profunda y estrecha, con escaso ruginoso-"russeting" en las paredes; carne de color blanco amarillento, textura es jugosa y suelta.
Su tiempo de recogida de cosecha se inicia a mediados de octubre, pudiendo consumirla en el momento, y se mantiene bien hasta año nuevo.

## Usos
Una excelente manzana para comer fresca en postre de mesa, aunque también se utiliza en preparaciones culinarias.

## Ploidismo
Diploide, polen auto estéril. Para su polinización necesita variedad de manzana con polen compatible.

## Susceptibilidades
Presenta cierta resistencia a la sarna del manzano y al mildiu.